# Scopula albilarvata
Scopula albilarvata är en fjärilsart som beskrevs av W. Warren 1899. Scopula albilarvata ingår i släktet Scopula och familjen mätare. Inga underarter finns listade.